# Edith Oker
Edith Erna Oker (ur. 1 lutego 1961 w Stuttgarcie) – niemiecka lekkoatletka specjalizująca się w niegach płotkarskich oraz biegach sprinterskich. Uczestniczka igrzysk olimpijskich w Los Angeles (1984). W czasie swojej kariery reprezentowała Republikę Federalną Niemiec.

## Sukcesy sportowe
W 1979 r. podczas mistrzostw Europy juniorek w Bydgoszczy zdobyła dwa brązowe medale, w biegu na 100 metrów przez płotki oraz w sztafecie 4 × 100 metrów. W 1983 r. zajęła 6. miejsce w biegu na 60 metrów przez plotki podczas rozegranych w Budapeszcie halowych mistrzostw Europy. W 1984 r. reprezentowała RFN podczas igrzysk olimpijskich w Los Angeles. W biegu na 100 metrów przez płotki odpadła w eliminacjach. Wystąpiła również w finale biegu sztafetowego 4 × 100 metrów, w którym razem z koleżankami zajęła 5. miejsce. W 1984 r. uczestniczyła w rozegranych w Göteborgu halowych mistrzostwach Europy, startując w dwóch finałach: w biegu na 60 metrów przez płotki (4. miejsce) oraz w biegu sprinterskim na 60 metrów (6. miejsce).
Zdobyła kilkanaście medali mistrzostw RFN, w tym:
- 6 medali w biegu na 100 metrów przez płotki (złoty – 1986; srebrne – 1978, 1980, 1984; brązowe – 1981, 1985)[4]
- 6 medali w biegu na 60 metrów przez płotki w hali (złote – 1984, 1987; srebrne – 1983, 1985, 1986; brązowy – 1989)[5]
- złoty medal w biegu na 60 metrów w hali (1984)[6]

## Rekordy życiowe
- bieg na 60 metrów (hala) – 7,42 – Göteborg 03/03/1984
- bieg na 60 metrów przez płotki (hala) – 8,09 – Göteborg 03/03/1984
- bieg na 100 metrów przez płotki – 13,37 – Los Angeles 10/08/1984